# ベンチマーキング
ベンチマーキング（英：benchmarking）とは国や企業等が製品、サービス、プロセス、慣行を継続的に測定し、優れた競合他社やその他の優良企業のパフォーマンスと比較・分析する活動を指す。測定する尺度は、顧客による企業のパフォーマンスに対する評価に直接、間接的に影響を与えるものでなければならない。
本質的にベンチマーキングは、ビジネスのパフォーマンスのスナップショットを提供し、標準やベストプラクティスと比べてそのビジネスの現状がどの程度なのかを理解する補助となる。通常、その結果に基づいてなんらかの変革を行い、改善に導こうとする。元々は、靴修理の職人が修理の際に客の足を測定することをベンチマーキングと呼んでいた。足を「ベンチ」に載せ、その形をなぞってベンチに印（マーク）を付け、靴のパターンを作った。パフォーマンス測定には特定の指標を使い（単位あたりのコスト、単位あたりの生産性、単位あたりのサイクル時間、単位あたりの欠陥数など）、それを自社等と比較する。
「ベストプラクティス・ベンチマーキング」あるいは「プロセス・ベンチマーキング」と言った場合、経営レベルの戦略におけるベンチマーキングを意味する。それに基づいて、企業はパフォーマンスの特定の面を強化するための改善計画を立案し、展開する。ベンチマーキングは企業が自らのプラクティスを改善するために、しばしば継続的に行われる。

## ベンチマーキングの広がり
2008年、22か国を代表するベンチマーキングセンターのネットワークである Global Benchmarking Network が包括的調査を行った。40か国の450の組織の回答から次のような結果が得られた。
1. 20種類の改善ツールのうち、目標・ビジョンと顧客調査が最もよく使われており（77%の組織）、次いでSWOT分析（72%）、そして非形式的なベンチマーキング（68%）となっている。パフォーマンス・ベンチマーキングは49%、ベストプラクティス・ベンチマーキングは39%である。
2. 今後3年間で人気が高まりそうなツールとしては、パフォーマンス・ベンチマーキング、非形式的ベンチマーキング、SWOT分析、ベストプラクティス・ベンチマーキングが挙げられる。60%の組織が今のところそのようなツールを使っていないが、今後3年間に使う可能性があると回答している。

## 手順
ベンチマーキングの手順は必ずしも一定ではない。ベンチマーキングが広まるにしたがって、様々な新たな方法論が生まれている。ベンチマーキングについての最初の書籍はコンサルタント会社の Kaiser Associates が出版したもので、7ステップの手法を提案している。Robert Camp が1989年に書いたベンチマーキングについての書籍の場合、12段階の手法を示した。
その12段階の方法論は以下の通り。
1. 主題を選択する。
2. プロセスを定義する。
3. 潜在的パートナー（比較相手）を特定する。
4. データ源を特定する。
5. データを収集し、パートナーを選択する。
6. ギャップを確定する。
7. プロセスの差異を確定する。
8. 将来の目標パフォーマンスを決める。
9. 目標の調整
10. 実施
11. レビュー/再調整

以下に典型的なベンチマーキングの方法論の例を示す。
1. 問題領域を特定せよ - ベンチマーキングは様々なビジネスプロセスや機能に適用できるので、様々な調査技法が要求される。顧客や従業員や仕入先との打ち解けた会話、フォーカスグループなどの実地調査技法、詳細な市場調査、定量調査、アンケート調査、リエンジニアリング分析、プロセスマッピング、品質管理報告、財務分析などの調査技法である。他の組織との比較を始める前に、自らの組織の機能やプロセスを知っておくことは必須である。ベースとなるパフォーマンスを把握しておくことで、改善の努力の成果を測定できる。
2. 類似のプロセスを持つ他の産業を特定せよ - 例えば、中毒治療の引継ぎの改善をしたい場合、他の分野で引継ぎが重視されているものを探してみるだろう。それは、例えば航空管制、携帯電話の基地局間の切り替え、手術室から回復室までの患者の転送などである。
3. その領域でリーダーとなっている組織を特定せよ - 任意の業界や任意の国で最良のものを探す。どの企業が研究に値するかを決定するため、顧客、仕入先、財務アナリスト、業界団体、雑誌などの意見を参考にする。
4. それら企業の数値とプラクティスを調査せよ - ビジネスプロセスの代替策と有力企業を特定するため、各種測定値とプラクティスの詳細を調査する。調査は一般に中立的な団体やコンサルタントを使い、企業秘密となっているデータが漏れないようにする。
5. 「ベストプラクティス」企業を訪問し、最先端のプラクティスを探せ - ベンチマーキングはグループとして複数の企業が互いに有益な情報を交換し、グループ内で結果を共有することに合意するのが一般的である。
6. 新たな改良されたビジネスプラクティスを実施せよ - 最先端のプラクティスを採用し、実行計画を策定する。計画には、特定の状況を識別すること、プロジェクトへの出資、その過程で示された価値を得るためにアイデアを他の組織に売ること、などが含まれる。

## ベンチマーキングのコスト
ベンチマーキングはそれなりにコストがかかるが、コスト以上の価値があると考える企業が多い。コストは以下の3つに分類される。
- 訪問コスト - 宿泊費、旅費、食費、手みやげ代、通常業務が滞ることによる損失などがある（ベンチマーキングのために他の企業を訪問しても、直接的に取引に繋がる出張ではないので、全ての費用がベンチマーキングのコストとなる）。
- 時間コスト - ベンチマーキングチームのメンバーは、研究対象とすべき特別な企業を見つけ、訪問し、その結果を実行に移すことに時間を費やす。このため、メンバーは通常業務の時間の一部をそちらに割かなければならない。
- ベンチマーキング・データベースのコスト - ベンチマーキングを日常業務の一部として制度化する組織は、ベストプラクティスやそれぞれのベストプラクティス企業のデータベースを作成し保守することが多い。

ベンチマーキングのコストは、近年ではインターネットに溢れつつある様々なリソースを活用することで大幅に削減できる。

## 共同型ベンチマーキング
「ベンチマーキング」は元々 Rank Xerox が定式化したプロセスとして発明したもので、通常は個々の企業で実行する。時には複数の企業からなるグループについて実行することがある（例えば、多国籍企業の各国の支社など）。例えば、オランダの各地方自治体の水道会社のうち、希望する会社が1997年から共同でベンチマーキングを実施している。また、イギリスでは建設業界の各社が1990年代末ごろから業界団体主導でベンチマーキングを行っており、これには政府が資金援助している。

## 技術ベンチマーキング/製品ベンチマーキング
既存の企業戦略を比較することで、新たな状況で最善のパフォーマンスを発揮するという技法は、近年では技術製品毎の比較へと拡張されてきた。これを「技術ベンチマーキング」または「製品ベンチマーキング」と呼ぶ。世界的に最良の技術を適用することで、最小のコストでユーザーの期待にマッチした製品を設計することが重視されるため、この技法は特に自動車産業で発展してきた。既存の自動車やシステムを完全に分解してデータを得るなどの手法が使われてきた。そのような分析は当初、自動車メーカーや部品メーカーが社内で行っていた。しかしコストがかかるため、アウトソーシングされ、それを専門とする企業が生まれた。実際アウトソーシングによって各社のコストは劇的に削減され、非常に効率的なツール（ソフトウェアなど）が開発された。

## ベンチマーキングの種類
プロセス・ベンチマーキング
対象企業を調査研究し、ビジネスプロセスのベストプラクティスを導き出す。コストと効率のベンチマーキングが目的であるため、活動分析が必要となる。アウトソーシング対象として検討されるバックオフィスのプロセスへの適用が増えている。
財務ベンチマーキング
財務分析を行い、全体的な競争力と生産性を評価するために結果を比較する。
投資家の視点からのベンチマーキング
投資家の視点で、各社を投資対象として評価し比較する。
パフォーマンス・ベンチマーキング
自社の分野の競合各社の製品やサービスを調査比較し、自社の置かれている位置を確認する。
製品ベンチマーキング
新製品や現行製品のアップグレードの設計プロセス。時にリバースエンジニアリングによって競合製品を研究することがある。
戦略ベンチマーキング
他社の競合状況を観察するなど。その企業の業界ではなく、他の業界での状況を見る方がよい。
部門ベンチマーキング
ある特定の部門を改善するべくベンチマーキングを行う。人事、経理、ITといった複合的機能は、そのままではコストや効率を比較しにくいので、さらに細かく分けて比較されることもある。
Best-in-class ベンチマーキング
競合他社や特定の部門が優れている企業を研究するなど。
事業ベンチマーキング
人員配置や生産性からオフィスの仕事の流れまで、あらゆることについて、手順を分析する。

## 韓国での意味
韓国では、偽ブランド商品等をMe too商品と称し、ベンチマーキングの結果であるとする意見がある。
国際社会で常識的に使われている指標対象という本来の意味を外れ、韓国でのみ、韓国側による文化や技術の、盗用や剽窃行為を誤摩化すために公文書やマスコミに於いても歪曲した形でこの「ベンチマーキング」あるいは「ベンチマーク」という言葉が公然と使われているので注意が必要である。